# Šang-žao
Šang-žao (čínsky pchin-jinem Shàngráo, znaky 上饶) je městská prefektura v Čínské lidové republice, kde patří do provincie Ťiang-si. V roce 2020 žilo v prefektuře o rozloze 22 731 čtverečních kilometrů šest a půl milionu lidí.

## Doprava
Šang-žao je významným železničním uzlem: kříží se zde severojižně vedoucí vysokorychlostní trať Che-fej – Fu-čou s východojižně vedoucí vysokorychlostní tratí Šanghaj – Kchun-ming. Souběžně s druhou zmíněnou vede přes Šang-žao také starší železniční trať Šanghaj – Kchun-ming.

## Administrativní členění
Městská prefektura Šang-žao se člení na dvanáct celků okresní úrovně, a sice tři městské obvody, jeden městský okres a osm okresů.
| jezero · Pcho-jang Sin-čou Kuang-feng Kuang-sin městský okres · Te-sing okres · Jü-šan okres · Jen-šan okres · Cheng-feng okres · I-jang okres · Jü-kan okres · Pcho-jang okres · Wan-nien okres · Wu-jüan |        |                       |                    |                                  |
| Název | Název  | Počet obyvatel (2020) | Rozloha km² (2020) | Hustota zalidnění (obyv. na km²) |
| český přepis | znaky  | Počet obyvatel (2020) | Rozloha km² (2020) | Hustota zalidnění (obyv. na km²) |
| Městské obvody |        |                       |                    |                                  |
| Sin-čou | 信州区 | 545 134               | 316                | 1 726                            |
| Kuang-feng | 广丰区 | 775 364               | 1 377              | 563                              |
| Kuang-sin | 广信区 | 748 265               | 2 231              | 335                              |
| městský okres |        |                       |                    |                                  |
| Te-sing | 德兴市 | 293 596               | 2 039              | 144                              |
| Okresy |        |                       |                    |                                  |
| Jü-šan | 玉山县 | 519 357               | 1 772              | 293                              |
| Jen-šan | 铅山县 | 386 200               | 2 177              | 177                              |
| Cheng-feng | 横峰县 | 187 326               | 654                | 286                              |
| I-jang | 弋阳县 | 338 817               | 1 573              | 215                              |
| Jü-kan | 余干县 | 840 498               | 2 352              | 357                              |
| Pcho-jang | 鄱阳县 | 1 184 097             | 4 125              | 287                              |
| Wan-nien | 万年县 | 357 449               | 1 148              | 311                              |
| Wu-jüan | 婺源县 | 314 985               | 2 965              | 106                              |
| |        |                       |                    |                                  |
| Celkem | Celkem | 6 491 088             | 22 731             | 286                              |